# Scytodes gertschi
Scytodes gertschi är en spindelart som beskrevs av Valerio 1981. Scytodes gertschi ingår i släktet Scytodes och familjen spottspindlar.
Artens utbredningsområde är Panama. Inga underarter finns listade i Catalogue of Life.